# Łowisko (wieś)
Łowisko – wieś w Polsce położona w województwie podkarpackim, w powiecie rzeszowskim, w gminie Kamień.
| SIMC    | Nazwa       | Rodzaj    |
| ------- | ----------- | --------- |
| 0652139 | Górny Śląsk | część wsi |

W latach 1954–1961 wieś należała i była siedzibą władz gromady Łowisko, po jej zniesieniu w gromadzie Kamień. W latach 1975–1998 miejscowość administracyjnie należała do województwa rzeszowskiego.
Miejscowość jest siedzibą parafii św. Ignacego Antiocheńskiego i św. Maksymiliana Kolbe, należącej do dekanatu Sokołów Małopolski, diecezji rzeszowskiej.
W Łowisku swoją siedzibę ma klub piłkarski Łowiski Klub Sportowy (ŁKS) Łowisko, założony w 1999 roku, który w sezonie 2021/2022 występował w klasie okręgowej.